# Agrotis mansa
Agrotis mansa là một loài bướm đêm trong họ Noctuidae.